# Басират (газета)
Басират (азерб. Bəsirət) — политико-общественная литературная еженедельная газета, издававшаяся на азербайджанском языке в Баку с 1914 по 1920 годы.
Всего вышло 286 номеров газеты. Главным редактором был Гаджи Ибрагим Гасымов, издателем — Гуламрза Шафизаде.

## История
Первый номер газеты «Басират» вышел в Баку 12 апреля 1914 года. Главным редактором был Гаджи Ибрагим Гасымов, а издателем — Гуламрза Шафизаде. По праздникам печатались специальные выпуски еженедельной газеты «Басират». Газету временно редактировал Мирза Бала Мамедзаде. Гаджи Ибрагим Гасымов писал статьи под подписью «Калнийят» в рубрике «Хафтабеджар» газеты. Газета в разное время выходила в типографиях «Братья Оруджевы», «Туран», «Новруз» и «Сада».
Среди людей, чьи статьи появились в газете — Мамед Эмин Расулзаде, Нариман Нариманов, Сейид Джафар Пешавари, Мирза Бала Мамедзаде, Мамед Саид Ордубади, Мухаммад Хади, Самед Мансур, Мустафа-бек Алибеков, Абдул Рахман Даи, Алиаббас Музниб, Аббас Саххат, Мирза Абдулгадир Вюсаги, Джафар Джаббарлы и другие.
После мартовских событий 1918 года газета «Басират» была запрещена. После освобождения Баку от оккупации в сентябре 1918 года газета возобновила свою деятельность 16 ноября.
Его издание было восстановлено во времена Азербайджанской Демократической Республики. После советского вторжения выходили только три последних номера, а 15 мая 1920 года газета прекратила выпуск.